# Pseudonaja elliotti
Pseudonaja elliotti là một loài rắn trong họ Rắn hổ. Loài này được Hoser mô tả khoa học đầu tiên năm 2003.

## Hình ảnh

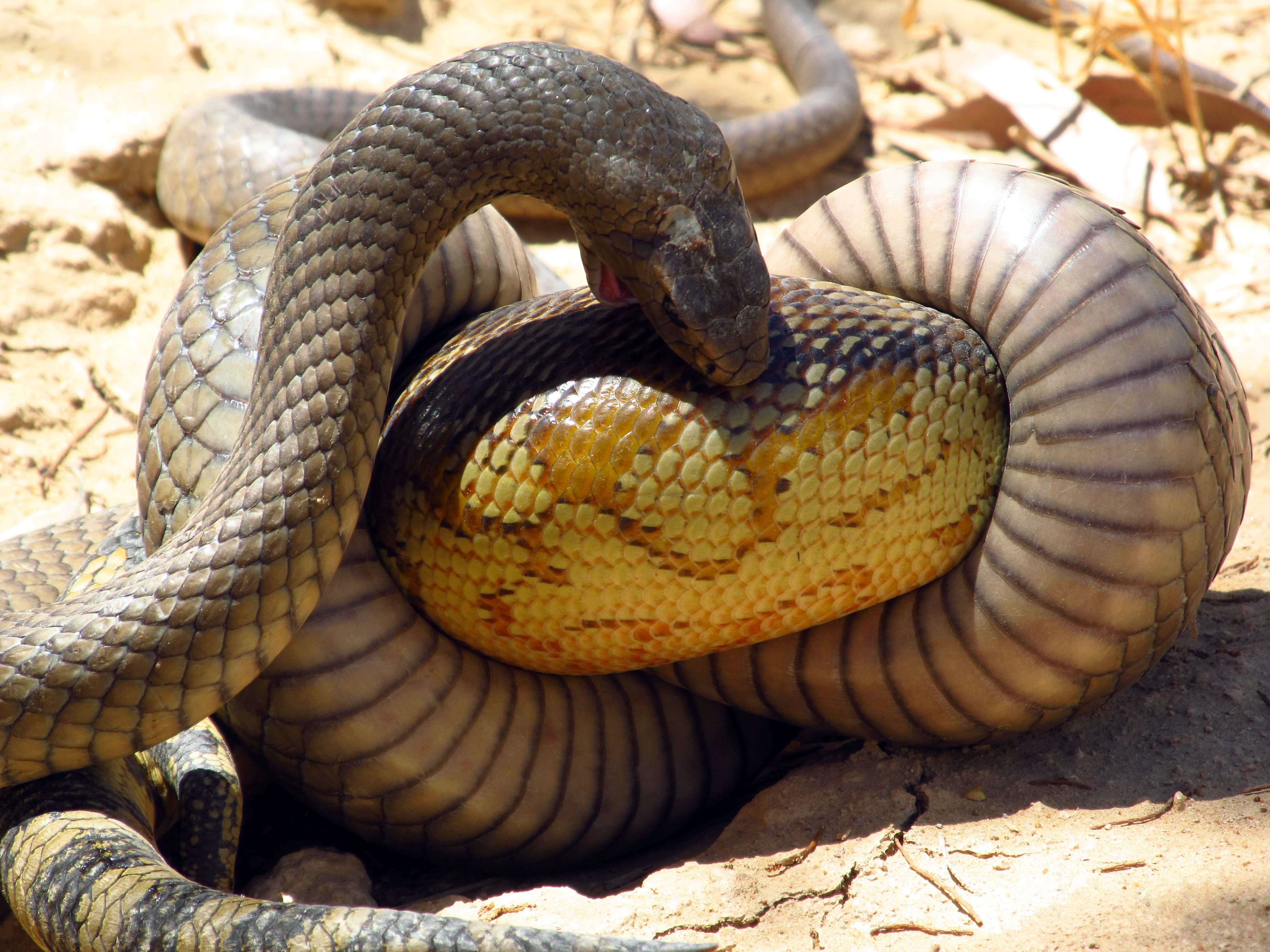
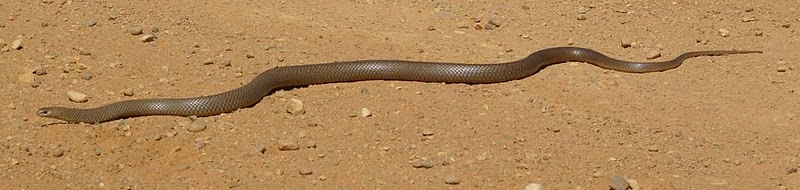
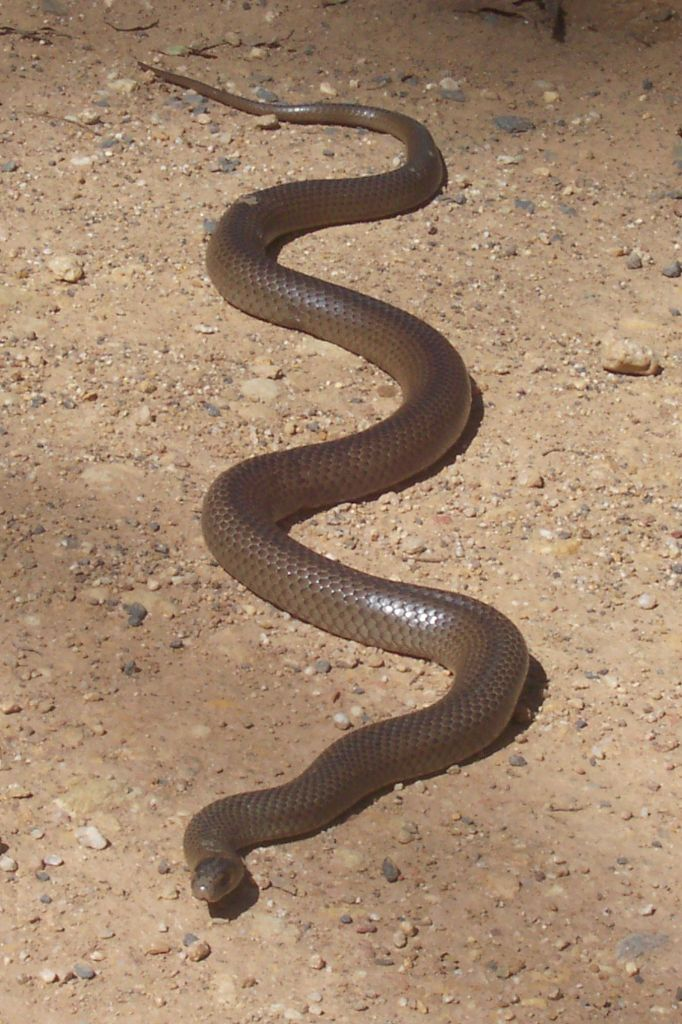
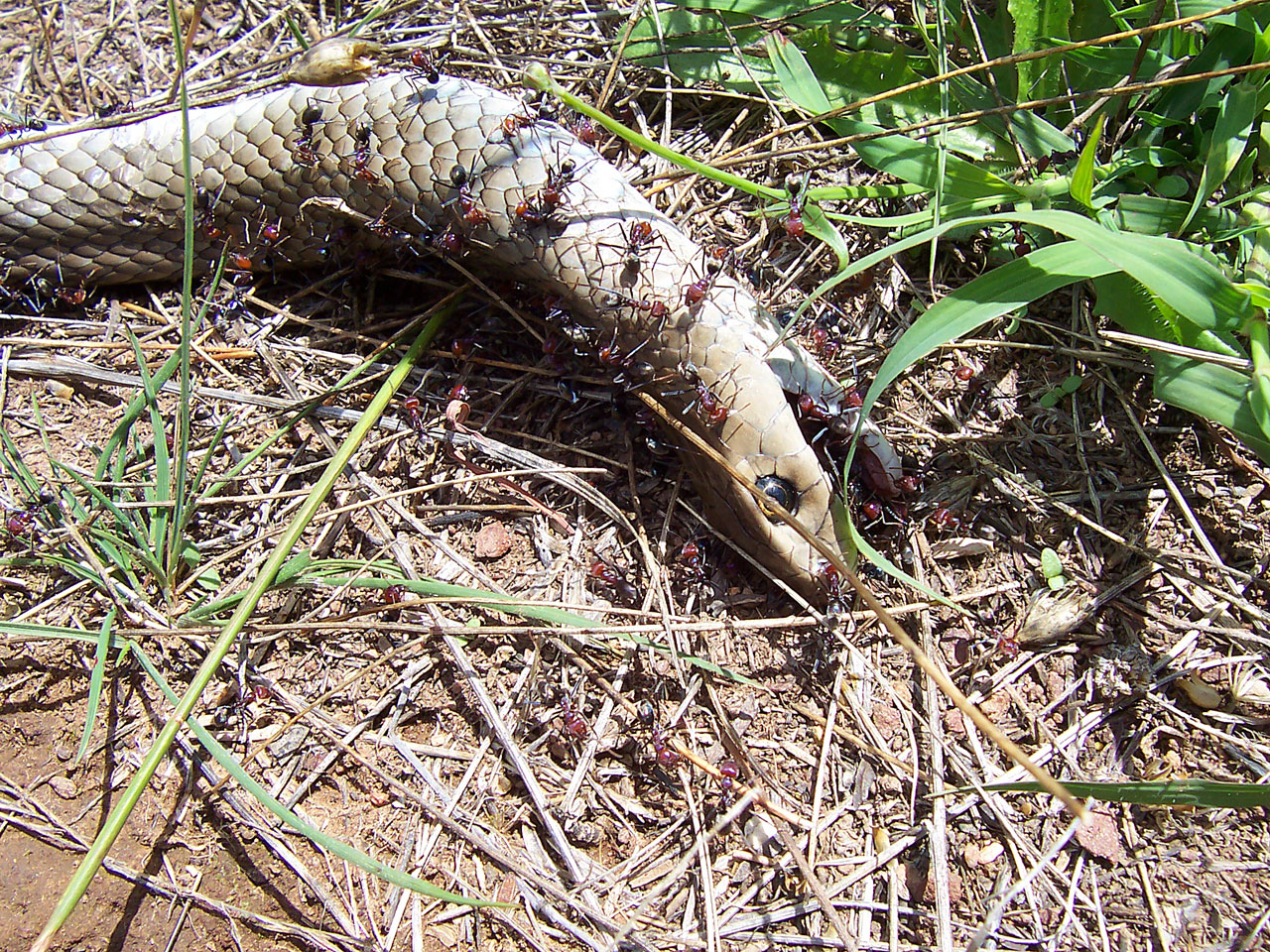